# Smolanka (obwód czernihowski)
Smolanka (ukr. Смолянка) – wieś na Ukrainie, w obwodzie czernihowskim, w rejonie czernihowskim, w hromadzie Ołysziwka. W 2001 liczyła 871 mieszkańców.